# Barbasphecia hephaistos
Barbasphecia hephaistos là một loài bướm đêm thuộc họ Sesiidae. Nó được tìm thấy ở Ghana.
Ấu trùng ăn các loài Loranthus.